# シャルロッテ・ブッフ
シャルロッテ・ゾフィー・ヘンリエッテ・ブッフ（後にケストナー）（Charlotte Sophie Henriette Buff (Kestner), 1753年1月11日 - 1828年1月20日）は、ドイツの婦人。ハノーファーの控訴院書記（現在の裁判官の書記にあたる職）ヨハン・クリスティアン・ケストナーの妻であり、ドイツの文豪・ヨハン・ヴォルフガング・フォン・ゲーテの代表作『若きウェルテルの悩み』の中の永遠のヒロイン・ロッテのモデルとして知られる。

## 生涯
ヴェッツラーの生まれ。父親は、地元の役人で、16人もの子供がいた大家族であった。彼女は、2番目の娘で、妹と弟の面倒をよく見た家庭的な女性であった（この姿は、ゲーテを彼女に夢中にさせた要素でもある）。ゲーテは、大学卒業後、ヴェッツラーで法律の勉強をした。ゲーテとは、1772年6月9日にヴェッツラー近郊の村で開かれていた舞踏会で知りあった（肝心のケストナーは当日は多忙で欠席していた）。ゲーテが一目見るなり「理知的で、素朴でそれでいて親切」と評するほどの好人物で、それでいて誰の目からも容姿も際立って美しかったといわれている。たちまちゲーテは、彼女の虜になり、舞踏会の後、何度も彼女の家を訪問したり、多くの手紙や詩を送った。家の周りの人たちとも仲良くなった。しかし、彼女は、ゲーテと会う数年も前にゲーテの友人である当地で裁判所の助手であったケストナーの許嫁であった。しかし、ケストナーは、そのような事態でもゲーテを咎めたりせず、理解を示し非常に紳士的な振る舞いをした。ケストナーもそれだけの魅力を備えた女性であることを知っていたからであった。ゲーテも誘い3人で、近くの草原に遊びに行くなどして、互いの「友情」を深めさせたという。ロッテは、ゲーテの熱烈な恋に誘惑されずに耐えて、ゲーテは叶わぬみじめな恋に耐えられなくなり、別れも告げず、突然ヴェッツラーを去っていった。
その後、ロッテは、1773年4月23日にケストナーと結婚。夫がハノーファーで書記官に就職するため、ハノーファーへ移住。12人もの子供をもうけた。その後もゲーテとは、息子のアウグスト・ケストナーを通じて手紙で交流していた｡夫とは1800年に死別。1816年には、60を過ぎたゲーテに会うため、ヴァイマルを訪問している（これを脚色して、1939年に作家トーマス・マンが『ワイマルのロッテ』という小説を発表している）。
未亡人となった後も再婚はせず、1828年にハノーファーで死去。75歳であった。彼女の墓は、夫と隣でハノーファーの墓地にある。